# All Men Are Mortal
Pour plus de détails, voir Fiche technique et Distribution.
All Men Are Mortal est un film dramatique franco-britannico-néerlandais réalisé par Ate de Jong et sorti en 1995. 
Il s'agit d'une adaptation du roman Tous les hommes sont mortels de Simone de Beauvoir paru en 1946.

## Fiche technique
- Titre original : All Men Are Mortal[1],[2],[3]
- Réalisateur : Ate de Jong
- Scénario : Steven Gaydos (en), Ate de Jong, Olwen Wymark (en) d'après le roman Tous les hommes sont mortels de Simone de Beauvoir paru en 1946.
- Photographie : Bruno de Keyzer
- Montage : Nicolas Gaster
- Musique : Simon Fisher Turner (en), Michael Gibbs
- Décors : Ben van Os
- Costumes : Jany Temime
- Production : Jean Gontier, Frédéric Golchan, Matthijs van Heijningen
- Société de production : Nova Films, Rio, Sigma Film Productions
- Pays de production :  Pays-Bas -  Royaume-Uni -  France
- Langue originale : italien
- Format : couleur - Son Dolby - 35 mm
- Durée : 93 minutes
- Genre : Drame
- Dates de sortie :
  - Royaume-Uni : 17 novembre 1995
  - Pays-Bas : 30 novembre 1995

## Distribution
- Irène Jacob : Regina
- Stephen Rea : Fosca
- Marianne Sägebrecht : Annie
- Colin Salmon : Chas
- Maggie O'Neill : Florence
- John Nettles : Sanier
- Steve Nicolson : Laforet
- Jango Edwards : Adelson
- Derek de Lint : Bertus
- Chiara Mastroianni : Françoise
- David Healy : producteur du film
- Michael Gaunt : maire du Rwanda
- George Raistrick : chef de la police
- Jane Wymark : actrice (Gertrude)
- Terence McGinity : acteur (Claudius)
- Ewan Bailey : Marcellus
- Eryk Sobesto : acteur (Horatio)
- Fons Elders : existentialiste
- Gaia Elders : existentialiste
- Marlène Sidaway : femme de chambre
- Miranda Forbes : nonne
- Roger Monk : présentateur
- Ákos Sinkó : Jean Louis
- Flóra Kádár : femme âgée
- Peter Gyón : garçon
- Endre Párkányi : stagiaire
- Áron Öze : garçon applaudissant
- Kitty Kéri : jolie infirmière
- András Várkonyi : fonctionnaire
- Gyongyi Horváth